# Kreis Weener
| Basisdaten                                      | Basisdaten          |
| ----------------------------------------------- | ------------------- |
| Preußische Provinz                              | Hannover            |
| Regierungsbezirk                                | Aurich              |
| Kreisstadt                                      | Weener              |
| Bestandszeitraum                                | 1885–1932           |
| Fläche                                          | 290,22 km²          |
| Einwohner                                       | 21.329 (1925)       |
| Bevölkerungsdichte                              | 73 Einw./km² (1925) |
| Gemeinden                                       | 31                  |
| Kfz-Kennzeichen                                 | I S                 |
| Lage des Kreises in der Provinz Hannover (1905) |                     |
| Lage des Kreises Weener in der Provinz Hannover |                     |

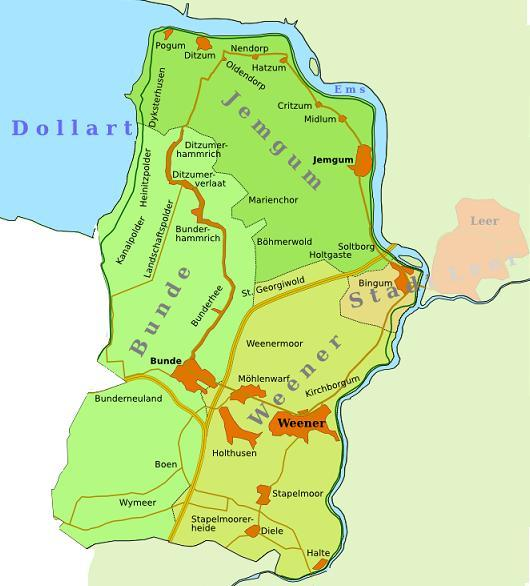
Der Altkreis Weener heute

Der Kreis Weener war von 1885 bis 1932 ein Landkreis in der preußischen Provinz Hannover.

## Geographie
Der Kreis umfasste das gesamte Rheiderland. Parallel westlich der Ems verlief die Friesische Straße, eine alte Fernhandelsstraße zwischen Emden und Münster.
Im Norden grenzte der Kreis an den damaligen Landkreis Emden, im Osten an den Kreis Leer, im Süden an den Kreis Aschendorf und im Westen an das Königreich der Niederlande.
Das Gebiet des Kreises Weener verteilt sich heute auf die Gemeinden Bunde und Jemgum, die Stadt Weener sowie den Ortsteil Bingum der Stadt Leer.

## Geschichte
1867 wurde das Königreich Hannover von Preußen annektiert und zur Provinz Hannover umgestaltet. Im Rahmen der Einführung der Kreisordnung für die Provinz wurde am 1. April 1885 aus dem alten hannoverschen Amt Weener der Kreis Weener  gebildet. Kreisstadt war die namensgebende Stadt Weener. Der Landkreis wurde dem Regierungsbezirk Aurich zugeordnet.
1932 wurde durch eine Verordnung des preußischen Staatsministeriums der Kreis Weener aufgelöst und mit dem Landkreis Leer zusammengeschlossen.

## Einwohnerentwicklung
| Jahr      | 1890   | 1900   | 1910   | 1925   |
| --------- | ------ | ------ | ------ | ------ |
| Einwohner | 20.431 | 20.525 | 20.537 | 21.329 |

## Gemeinden
Die Gemeinden des Kreises Weener mit den Einwohnerzahlen vom 1. Dezember 1910 und vom 16. Juni 1925:
| Gemeinde          | Ew. 1910 | Ew. 1925 |
| ----------------- | -------- | -------- |
| Beschotenweg      | 289      | 292      |
| Bingum            | 735      | 722      |
| Boen              | 417      | 455      |
| Böhmerwold        | 115      | 132      |
| Bunde             | 1811     | 1985     |
| Bunderhammrich    | 760      | 718      |
| Bunderhee         | 720      | 817      |
| Bunderneuland     | 166      | 165      |
| Charlottenpolder  | 118      | 115      |
| Critzum           | 285      | 315      |
| Diele             | 611      | 616      |
| Ditzum            | 798      | 776      |
| Ditzumerhammrich  | 803      | 710      |
| Hatzum            | 351      | 334      |
| Heinitzpolder     | 101      | 183      |
| Holtgaste         | 293      | 343      |
| Holthusen         | 1653     | 1742     |
| Jemgum            | 1133     | 1073     |
| Kirchborgum       | 332      | 323      |
| Landschaftspolder | 311      | 305      |
| Marienchor        | 111      | 112      |
| Midlum            | 307      | 320      |
| Nendorp           | 135      | 144      |
| Oldendorp         | 159      | 160      |
| Pogum             | 293      | 275      |
| St. Georgiwold    | 154      | 128      |
| Stapelmoor        | 1214     | 1276     |
| Vellage           | 260      | 235      |
| Weener            | 3923     | 4127     |
| Weenermoor        | 1101     | 1275     |
| Wymeer            | 1078     | 1156     |

## Landräte
- 1885–1888 Matthias Knaus
- 1888–1893 Lümko Iderhoff (1856–1931)
- 1893–1904 Adolf Kriege
- 1904–1909 Karl Gosling (1868–1921)
- 1909–1927 Erich Bachmann
- 1927–1927 Hans von Oldershausen (1876–1956) (kommissarisch)
- 1927–1927 Emil Wehriede (kommissarisch)
- 1928–1932 Benno Eide Siebs (1891–1977)